# Бейнбрідж Колбі
Бейнбрідж Колбі (англ. Bainbridge Colby; нар. 22 грудня 1869, Сент-Луїс, Міссурі — пом. 11 квітня 1950, Бемус-Поінт, Нью-Йорк) — американський юрист і політик-демократ. Колбі працював Держсекретарем США при президенті Вудро Вільсоні з 1920 по 1921.

## Життєпис
Навчався в Коледжі Вільямса та Колумбійському університеті.
Він почав свою кар'єру як адвокат у Нью-Йорку в 1892.
Був членом нижньої палати Законодавчих зборів Нью-Йорка з 1901 по 1902.
Двічі (1914, 1917) невдало балотувався до Сенату США.
У 1917 призначений помічником Генерального прокурора з антимонопольних питань.
Представляв Сполучені Штати на конференції в Парижі. Він був партнером у юридичній фірмі Вільсона з 1921 по 1923 і продовжував працювати адвокатом.